# Parti national (Colombie)
Le Partido nacional (Parti national) est un parti politique colombien qui exista à la fin du XIXe siècle en Colombie, sous l'impulsion de Rafael Núñez qui voulait rassembler les Libéraux indépendants (Modérés) et les Conservateurs nationalistes. Il gouverna la Colombie en s'alliant avec les Conservateurs. Il finit par se diviser en une branche historique et une branche nationaliste et à l'élection présidentielle de 1904, le Parti conservateur colombien présenta son propre candidat Rafael Reyes Prieto.
Quatre Présidents furent membre du Parti National :
1. Rafael Núñez : 1887 ; 1888
2. Carlos Holguín Mallarino : 1888-1892
3. Miguel Antonio Caro : 1892-1898
4. Manuel Antonio Sanclemente : 1898-1900